# IV edició dels Premis Ariel
La IV edició dels Premis Ariel, organitzada per l'Acadèmia Mexicana d'Arts i Ciències Cinematogràfiques (AMACC), es va celebrar el 1949 per celebrar el millor del cinema durant l’any anterior

## Premis i nominacions[1]
Nota: Els guanyadors estan llistats primer i destacats en negreta.⭐
| Millor pel·lícula - Río Escondido - Producciones Raúl de Anda ⭐ - Que Dios me perdone - Cinematográfica Filmex - Rosenda - Clasa Films Mundiales                                              | Millor direcció - Emilio Fernández - Río Escondido⭐ - Ismael Rodríguez Ruelas - Los tres huastecos - Julio Bracho - Rosenda                                                                           |
| Millor actor - Carlos López Moctezuma - Río Escondido com Don Regino Sandoval⭐ - Pedro Infante - Ustedes los ricos com Pepe 'El Toro' - David Silva - ¡Esquina bajan! com Gregorio del Prado  | Millor actriu - María Félix - Río Escondido com Rosaura Salazar⭐ - Gloria Marín - Si Adelita se fuera con otro com Adela Maldonado - Blanca Estela Pavón - Ustedes los ricos com Celia 'La Chorreada' |
| Millor coactuació masculina - Víctor Parra - El muchacho alegre com el Huico⭐ - Arturo Martínez - Juan Charrasqueado com Luis Coronado - Tito Junco - Que Dios me perdone com Ernesto Serrano | Millor coactuació femenina - Columba Domínguez - Río Escondido com Merceditas⭐ - Carmen Molina - Las Mañanitas                                                                                        |
| Millor argument original - Río Escondido - Emilio Fernández/Mauricio Magdaleno⭐ - Los tres huastecos - Ismael Rodríguez Ruelas - ¡Esquina bajan! - Alejandro Galindo                          | Millor guió adaptat - ¡Esquina bajan! - Alejandro Galindo⭐ - Los tres huastecos - Ismael Rodríguez Ruelas i Rogelio A. González - Rosenda - José R. Romero i Julio Bracho                             |
| Millor fotografia - Río Escondido - Gabriel Figueroa⭐ - Que Dios me perdone - Alex Phillips - Rosenda - Jack Draper                                                                           | Millor edició - ¡Esquina bajan! - Fernando Martínez Álvarez⭐ - Los tres huastecos - Fernando Martínez Álvarez - Maclovia - Gloria Schoemann                                                           |
| Millor escenografia - Que Dios me perdone - José Rodríguez Granada ⭐ - Río Escondido - Manuel Fontanals - Rosenda - Jesús Bracho                                                              | Millor música de fons - Río Escondido - Francisco Domínguez⭐ - Maclovia - Antonio Díaz Conde - Rosenda - Raúl Lavista                                                                                 |
| Millor so - Nocturno de amor - Rafael Ruiz Esparza⭐ - Maclovia - José B. Carles - Que Dios me perdone - Rodolfo Benítez                                                                       | Millor actuació infantil - Ismael Pérez "Poncianito" - Maclovia⭐ - Jaime Jiménez Pons - Río Escondido com Goyito⭐ - María Eugenia Llamas - Los tres huastecos com la Tucita                          |
| Millor actor de repartiment - Arturo Soto Rangel - Maclovia com Don Justo⭐ - Octavio Martínez - Ave de paso - Eduardo Arozamena - Río Escondido com Don Marcelino                             | Millor actriu de repartiment - Irma Torres - Flor de caña com Felisa⭐ - Gloria de los Ríos - El Gallo Giro com Chabelita - Beatriz Ramos - Ojos de juventud com María Luisa la Ratita                 |

## Premis i nominacions múltiples
| Pel·lícula          | Nominacions | Premis |
| ------------------- | ----------- | ------ |
| Río Escondido       | 10          | 8      |
| Los tres huastecos  | 6           | 0      |
| Maclovia            | 6           | 3      |
| Rosenda             | 6           | 0      |
| Que Dios me perdone | 5           | 1      |
| ¡Esquina bajan!     | 4           | 2      |